# Alma Fohström
Alma Evelina Fohström-von Rode, född 2 januari 1856 i Helsingfors, död där 20 februari 1936, var en finländsk operasångare. Hon var en på sin tid världskänd och internationellt verksam koloratursopran 1876–1904. Hon var syster till Ossian Fohström och Elin Fohström.
Fohström studerade sång för Henriette Nissen-Saloman i Ryssland 1873–1877 och sedan i Italien för Francesco Lamperti 1878–1879 samt 1880–1881. Hon debuterade på en konsert i Helsingfors 1876 och på den finländska operan 1878. Hon var anställd vid Operan i Berlin 1884–1886 och i Storbritannien 1886–1887 och deltog i omfattande turnéer, bland annat till USA 1888–1889. Mellan 1890 och 1899 var hon anställd vid operan i Sankt Petersburg. Hon gjorde en turné i Asien 1899–1904 och höll sin avskedskonsert i Finland. 
Hon var verksam som sånglärare vid konservatoriet i Ryssland 1909–1918, i Berlin 1920–1928 och i Finland 1928–1936.  
Hon gifte sig 1889 med kaptenen vid ryska generalstaben Wilhelm von Rode.